# ویتالی کوزنتسوف (جودوکار)
ویتالی کوزنتسوف (روسی: Виталий Яковлевич Кузнецов؛ ۱۶ فوریهٔ ۱۹۴۱ – ۱۳ فوریهٔ ۲۰۱۱) جودوکار اهل روسیه بود.